# Ярема, Анатолий Григорьевич
Анатолий Григорьевич Ярема (укр. Анатолій Григорович Ярема; род. 7 апреля 1955, Рава-Русская Львовской области, Украинская ССР) — советский и украинский правовед, заместитель Председателя Верховного Суда Украины (дважды: 5 декабря 2003 — 5 декабря 2008; 19 декабря 2008 — 23 декабря 2011), заместитель Председателя Верховного Суда Украины—секретарь Судебной палаты по гражданским делам (с 23 декабря 2011 года), заслуженный юрист Украины (1998). Судья высшего квалификационного класса.

## Биография и карьера
В 1980 году окончил юридический факультет Киевского государственного университета им. Т. Г. Шевченко, работал стажёром районного народного суда г. Киева. В 1981 году избран народным судьёй Минского районного нарсуда г. Киева, в 1986 году — судьёй Киевского городского суда.
В марте 1990 года — судья Верховного Суда Украины, а в марте в 2000 года избран судьёй этого же суда бессрочно.
С декабря 1993 по декабрь 2003 года — заместитель председателя Судебной палаты по гражданским делам Верховного Суда Украины.
5 декабря 2003 года избран заместителем Председателя Верховного Суда Украины. Член президиума Верховного Суда Украины — председатель тендерного комитета этого суда.
Член редколлегии журнала «Вестник Верховного Суда Украины», сотрудник периодического издания «Решения Верховного Суда Украины».
Преподавал в Центре Верховного Суда Украины по повышению квалификации судей и работников аппарата.
С 1995 года на основании решения Кабинета Министров Украины входил в состав рабочей группы по подготовке проекта Гражданского процессуального кодекса Украины.

## Награды
- 1998 — «Заслуженный юрист Украины»[1].
- 2001 по итогам Международного академического рейтинга «Золотая фортуна» награждён орденом «За трудовые достижения» IV степени,
- 2002 — Почётная грамота Верховной Рады Украины,
- 2003 — Почётное отличие Верховного Суда Украины «За верность закону»
- 2003 — орден «За заслуги» ІІІ степени[2]
- юбилейное отличие по случаю 80-летия Верховного Суда Украины.
- 2005 — Орден князя Ярослава Мудрого V степени[3].
- 2010 — Орден князя Ярослава Мудрого IV степени
- 2016 — Орден князя Ярослава Мудрого III степени